# Les Serres (Cantallops)
Les Serres és una serra situada entre els municipis de Cantallops i de Sant Climent Sescebes a la comarca de l'Alt Empordà, amb una elevació màxima de 295 metres.